# Miniera di Montecastelli
La miniera di Montecastelli o del Pavone è una miniera di rame situata tra i comuni di Pomarance e di Castelnuovo di Val di Cecina, in provincia di Pisa, presso il letto del torrente Pavone. La miniera venne sfruttata nell'Ottocento. 

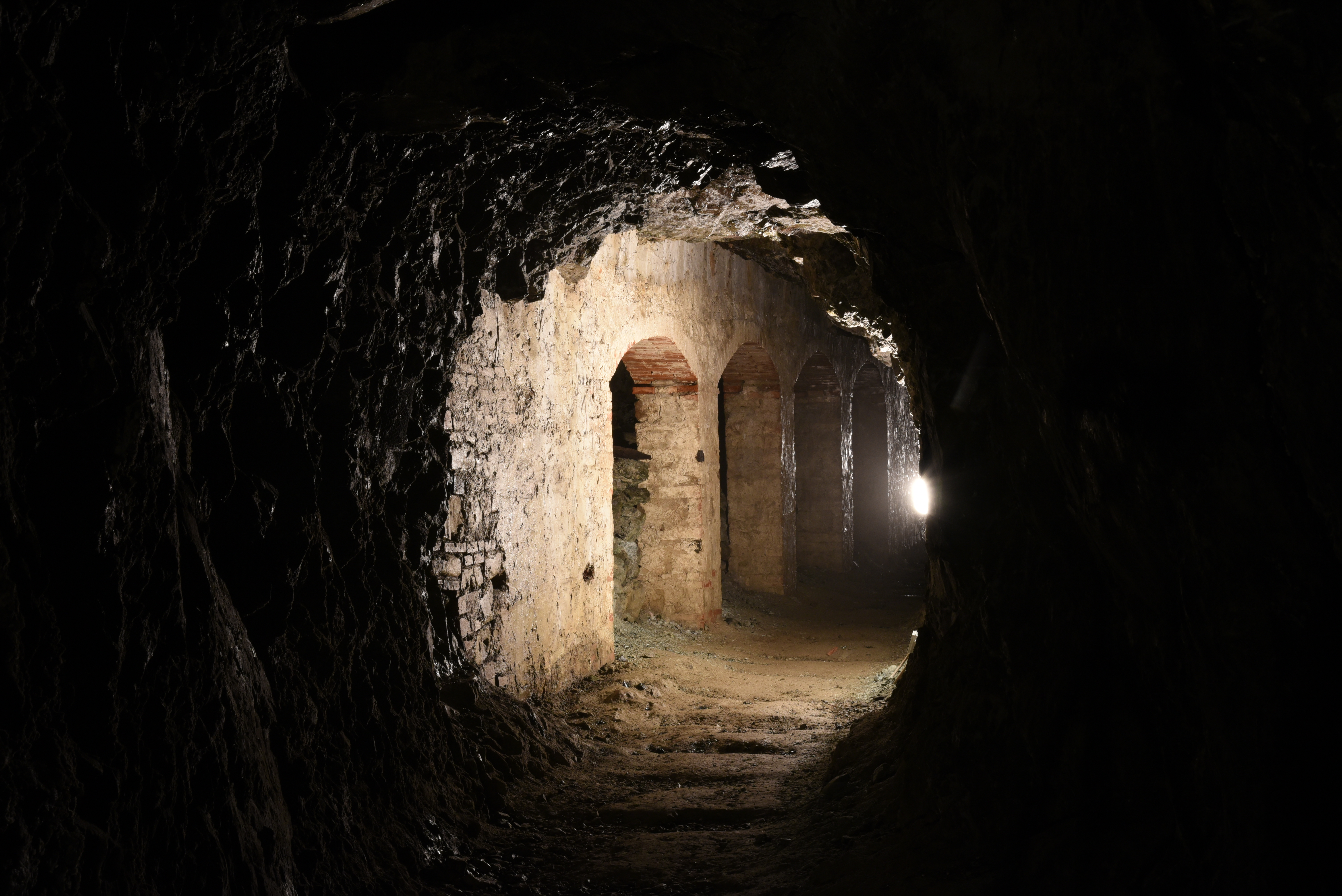
Galleria Isabella

## Storia
I giacimenti di minerale di "Monterufoli" e di "Micciano" erano stati sfruttati già durante l'età del ferro e il periodo arcaico etrusco, epoche nelle quali erano collegate all'insediamento di Rocca Sillano.
La miniera era abbandonata durante il Medioevo, ma a partire dalla fine del Cinquecento a più riprese se ne tentò una riapertura ad opera dei Medici. Nuovi scavi vennero condotti a partire dal 1827 e nel 1832 era stato rinvenuto un filone di rame che prometteva di dare gli stessi risultati della miniera di Montecatini. Un'iscrizione presente nella cappella scavata nelle gallerie riporta la sospensione dei lavori il 30 settembre del 1869.
Nel periodo in cui rimase aperta, la miniera ebbe rilievo nell'economia della zona, a causa dello sbocco occupazionale che offriva in un territorio collocato al di fuori delle aree più industrializzate. La miniera e il suo indotto di attività artigianali avevano dato lavoro, nel periodo di maggior sviluppo, a diverse centinaia di persone. Con la chiusura della miniera si verificò una crisi occupazionale e un aumento del fenomeno dell'emigrazione, registrato nel comune di Castelnuovo nel censimento del 1901.

## Descrizione
La miniera aveva numerose gallerie (la più lunga, destinata al deflusso delle acque utilizzate per il funzionamento dei macchinari e per il lavaggio del minerale, raggiungeva oltre 700 m) e un pozzo che raggiungeva il livello più basso, profondo 170 m.
Le gallerie sono in buono stato di conservazione, soprattutto dove erano ospitati i macchinari: in questi punti sono molto ampie e completamente armate da volte in mattoni intonacati e parzialmente intonacati. In questa zona, centro delle attività minerarie, era inoltre presenteuna piccola cappella dipinta di azzurro. L'aerazione fino a questo punto è sufficiente, grazie al sistema escogitato, basato sui moti convettivi dei gas che si innescano al variare della loro temperatura. Le gallerie dove veniva estratto il minerale sono molto più piccole, non armate e con scarsa ventilazione.
All'esterno si trovavano una serie di edifici collegati alle attività di estrazione: alloggi, officine per la fabbricazione o riparazione degli arnesi, magazzini, stalle per gli animali utilizzati per il trasporto, "laverie" per il lavaggio e la raffinazione del materiale prima che fosse inviato alla fonderia. Circa 500 m a monte sul torrente Pavone era stata inoltre realizzata una diga, o "ripresa", che permetteva per mezzo di un "gorile" di far arrivare l'acqua necessaria per azionare i macchinari.
I materiali da costruzione erano prodotti autonomamente nelle ingenti quantità necessarie, dalla calcina, ai mattoni. A causa della consistente quantità di legname necessario, vennero tagliati praticamente tutti gli alberi disponibili nei dintorni, rendendo la località di Poggiamonti completamente brulla e innescando un forte dissesto idrogeologico, parzialmente ridotto solo grazie al piano di rimboschimento effettuato negli anni cinquanta.
Nelle gallerie abitano numerosi pipistrelli.